# 「憑妳也想討伐魔王？」被勇者小隊逐出隊伍，只好在王都自在過活
《「憑妳也想討伐魔王？」被勇者小隊逐出隊伍，只好在王都自在過活》是日本作家kiki所著的輕小說系列，2018年1月8日起於成為小說家吧上連載；同年7月起發行實體書，由擔綱插畫，至今出版共4卷。在店員最愛輕小說大賞2019的單行本部門中排名第2。南方純作畫的改編漫畫於2018年12月開始連載。2025年4月宣布改編為電視動畫，預定於2026年播出。

## 角色列表

### 主要人物
芙蘭姆·艾布利科德（聲：七瀨彩夏）
本作的女主角之一。擁有稀有屬性「反轉」，能免疫一切詛咒，甚至可因為詛咒而反過來強化自己，但副作用是對治癒魔法產生反效果，且狀態面板上的能力值皆為0。因跟不上勇者隊伍的战力而被当成累赘，从而被賢者吉恩·英泰基賣給了奴隸商人，並在她臉上烙印上奴隸印記，後來從奴隸商人那裡得到了史詩級的大劍（被詛咒的大劍）後，親手殺死奴隸商人，並和米露吉特一同在西區生活。
米露吉特（聲：伊藤美來）
本作的女主角之一。被芙蘭姆救下的女奴隸。曾因為遭到原主人的虐待，使自己中了名為慕斯塔德毒的症狀，因此而臉上綁著繃帶，之後被艾塔娜治好。
賽菈·安比連
原起源教修女，光屬性。正義心強。崇拜勇者队伍中的瑪麗亞。因受到教會的洗腦，認為自己的親人被魔族所殺，為此對魔族產生憎恨。自從親自接觸了身為魔族的涅伊加斯之後，開始對魔族有所改觀。
艾塔娜·倫巴（聲：久野美咲）
水屬性魔法師。性格我行我素，原屬於勇者队伍成員，後來退出。在芙蘭姆買下房子後與其相遇，並和芙蘭姆等人同居。對於芙蘭姆被賣給奴隸之事完全不知情，在得知真相後相當憤怒。
茵可·利斯克拉夫特
雙眼縫線的少女。平時雙眼都包上繃帶，水屬性。原本屬於教會相關的螺旋之子之一，在脫離“母親”的控制後和芙蘭姆等人同居。
迦帝歐·拉斯卡特（聲：黑田崇矢）
土屬性劍士。芙蘭姆劍術上的師父，冒險者公會的新任會長，原屬於勇者队伍成員，後來和艾塔娜一同退出。
琪黎露·斯威奇卡（聲：假屋美希）
勇者。起初和芙蘭姆關係要好，後來關係逐漸疏遠，自從芙蘭姆離開小隊後為此相當自責，並且在之後的旅程中顯得非常陰沉。
吉恩·英泰基（聲：保村真）
主要反派。賢者。個性驕傲自大、陰險卑劣、妒忌心強烈，對自己犯下的惡行毫無反省和愧疚。因妒忌芙蘭姆與琪黎露兩者的關係，於是隱瞞其他同伴，擅自把芙蘭姆販賣給奴隸商人。

## 出版書籍

### 輕小說
| 卷數 | 微雜誌社       | 微雜誌社               | 青文出版       | 青文出版              |
| 卷數 | 發售日期       | ISBN                   | 發售日期       | ISBN                  |
| ---- | -------------- | ---------------------- | -------------- | --------------------- |
| 1    | 2018年7月30日  | ISBN 978-4-89637-801-6 | 2020年5月11日  | ISBN 978-986-512357-4 |
| 2    | 2018年12月21日 | ISBN 978-4-89637-847-4 | 2021年8月30日  | ISBN 978-626-303503-4 |
| 3    | 2019年7月31日  | ISBN 978-4-89637-907-5 | 2022年3月28日  | ISBN 978-626-322122-2 |
| 4    | 2020年1月30日  | ISBN 978-4-89637-973-0 | 2022年10月31日 | ISBN 978-626-340030-6 |

### 漫畫
| 卷數 | 微雜誌社      | 微雜誌社               | 青文出版       | 青文出版              |
| 卷數 | 發售日期      | ISBN                   | 發售日期       | ISBN                  |
| ---- | ------------- | ---------------------- | -------------- | --------------------- |
| 1    | 2020年1月30日 | ISBN 978-4-89637-980-8 | 2022年5月26日  | ISBN 978-626-322506-0 |
| 2    | 2021年5月28日 | ISBN 978-4-86716-144-9 | 2022年12月14日 | ISBN 978-626-340467-0 |
| 3    | 2022年2月28日 | ISBN 978-4-86716-253-8 |                |                       |

## 外部連結
- 成為小說家吧官方網站（日語）
- GC Novels特設網站（日語）
- 漫畫連載網站（日語）